# Southall (London)
Southall ist ein Stadtteil des London Borough of Ealing im Westen von London.
Die umliegenden Stadtteile sind Yeading, Hayes, Hanwell, Heston, Hounslow, Greenford und Northolt.
Southall liegt am Grand-Union-Kanal, der London zum ersten Mal mit dem Rest des stetig wachsenden Kanalsystems verband. Er war der letzte Kanal, der bis in die 1950er Jahre signifikant zum Transport von Handelswaren benutzt wurde. Außerdem führen die Bahnlinien Great Western Main Line und Heathrow Connect durch Southall und verbinden den Stadtteil mit dem Bahnhof Paddington im Osten und in westlicher Richtung mit Reading, Oxford, Newbury und dem Flughafen Heathrow. Southall verfügt nur über einen zentral gelegenen Bahnhof.
Der Stadtteil ist einer der am dichtesten von asiatischstämmigen Menschen besiedelten Orte außerhalb des indischen Subkontinents. Deshalb ist der Bahnhof Southall einer von drei Bahnhöfen in England, die zweisprachig in Englisch und Panjabi beschriftet sind.

## Geschichte
Die Einwanderung nach Southall begann Mitte der 1950er Jahre, als die Woolf's Rubber Company Arbeitskräfte für ihr Automobilzulieferungsunternehmen benötigte. Ein Mitglied der Eigentümerfamilie hatte im Zweiten Weltkrieg eine Einheit mit Sikhs aus dem Punjab kommandiert und rekrutierte Gastarbeiter unter seinen ehemaligen Soldaten. Diese informierten ihre Familien und Nachbarn. Bis 1961 waren 2400 Menschen aus den ehemaligen Kolonien in Southall gemeldet, sie arbeiteten überwiegend für die Lebensmittelindustrie in West-London und Middlesex. Die Einwanderung nahm stark zu, als 1965 aufgrund politischer Diskussionen zu befürchten war, dass die Zuwanderung aus den Kolonien künftig stark erschwert werden könnte. Vor allem holten die als Arbeitskräfte Gekommenen so weit wie irgend möglich ihre Angehörigen nach. Als ab 1967 die selbständigen Nationen Ostafrikas alle durch die Kolonialherren als qualifizierte Handwerker und Verwaltungskräfte geholten Asiaten auswiesen, zogen viele von ihnen mit Wurzeln im Punjab nach Southall. Aus den Gastarbeitern wurden Einwanderer. Weitere Einwanderer nach Southall kamen aus der Karibik, wobei diese sich ohne örtliche Konzentration über ganz West-London verbreiteten.
Rassistische Gewalt war 1976 Auslöser der Southall Riots. Eine neofaschistische Jugendgang brachte einen jungen Sikh vor der Tür einer Immigrantenintitative um. Zwei Demonstrationszüge bildeten sich und zogen aus verschiedenen Richtungen zur Polizeiwache. Die Jugendlichen warfen der Polizei vor, sie nicht ausreichend vor Gewalt durch Rassisten zu schützen und ihrerseits Gewalt gegen die jungen Bewohner des Viertels aus Immigrantenfamilien anzuwenden. In den folgenden Tagen kam es zu Sit-Ins, Demonstrationen und Festnahmen. Die englische Presse berichtete darüber unter dem Thema „Rassenunruhen“ zwischen jungen Asiaten und der Polizei.
In den späten 1980er Jahren eröffneten in Southall mehrere Musik- und Nachtklubs, die sich speziell an Schwarze karibischer Herkunft richteten. Damit wurde das Viertel, das tagsüber nur einen kleinen Teil an afrikanischstämmiger Bevölkerung hat, abends und in der Nacht zum Hotspot der karibischen Kulturen für ganz West-London. Zeitlich fiel damit die Wiederentdeckung des Bhangra zusammen, einem traditionellen Volkstanz aus dem Punjab, der ab den späten 1970er Jahren und verstärkt in den 1980ern mit Elementen der internationalen Popmusik, Synthesizern, Keyboards, E-Gitarren und vor allem Sampling und Scratchingtechniken modernisiert wurde. Diese musikalische Innovation fand in Southall statt und wurde zunächst The Southall Beat genannt, bevor sich Bhangra als Bezeichnung durchsetzte. Bhangra wurde zur gemeinsamen Musik aller Asiaten vom indischen Subkontinent in London und England und verbreitete sich weltweit in den entsprechenden Communities. Zeitzeugen sprachen dieser Erfindung eine maßgebliche Rolle dabei zu, dass sich eine gemeinsame Identität der Nachkommen aller Einwanderer vom indischen Subkontinent etablierte.

## Heutige Situation
Die heutigen Bewohner Southalls sind gegenüber anderen Gemeinden und Vierteln in West-London durch die schlechte Anbindung an den öffentlichen Verkehr benachteiligt. Wer als Pendler in Zentral-London arbeitet, muss mehrere Stunden Fahrwege am Tag in Kauf nehmen. Deshalb ist der Arbeitsmarkt von Southall nur wenig mit Richtung Osten verbunden, sondern orientiert sich stark auf den Flughafen Heathrow im Südwesten von Southall. Dem gegenüber stehen Fernbusverbindungen zu allen anderen Orten Englands mit starkem Immigrantenanteil vom indischen Subkontinent. Familiäre Verbindungen und die vielen Hindutempel und Gebetshäuser in Southall ziehen Angehörige dieser Bevölkerungsgruppe regelmäßig nach Southall.